# Sistema de control de disparo

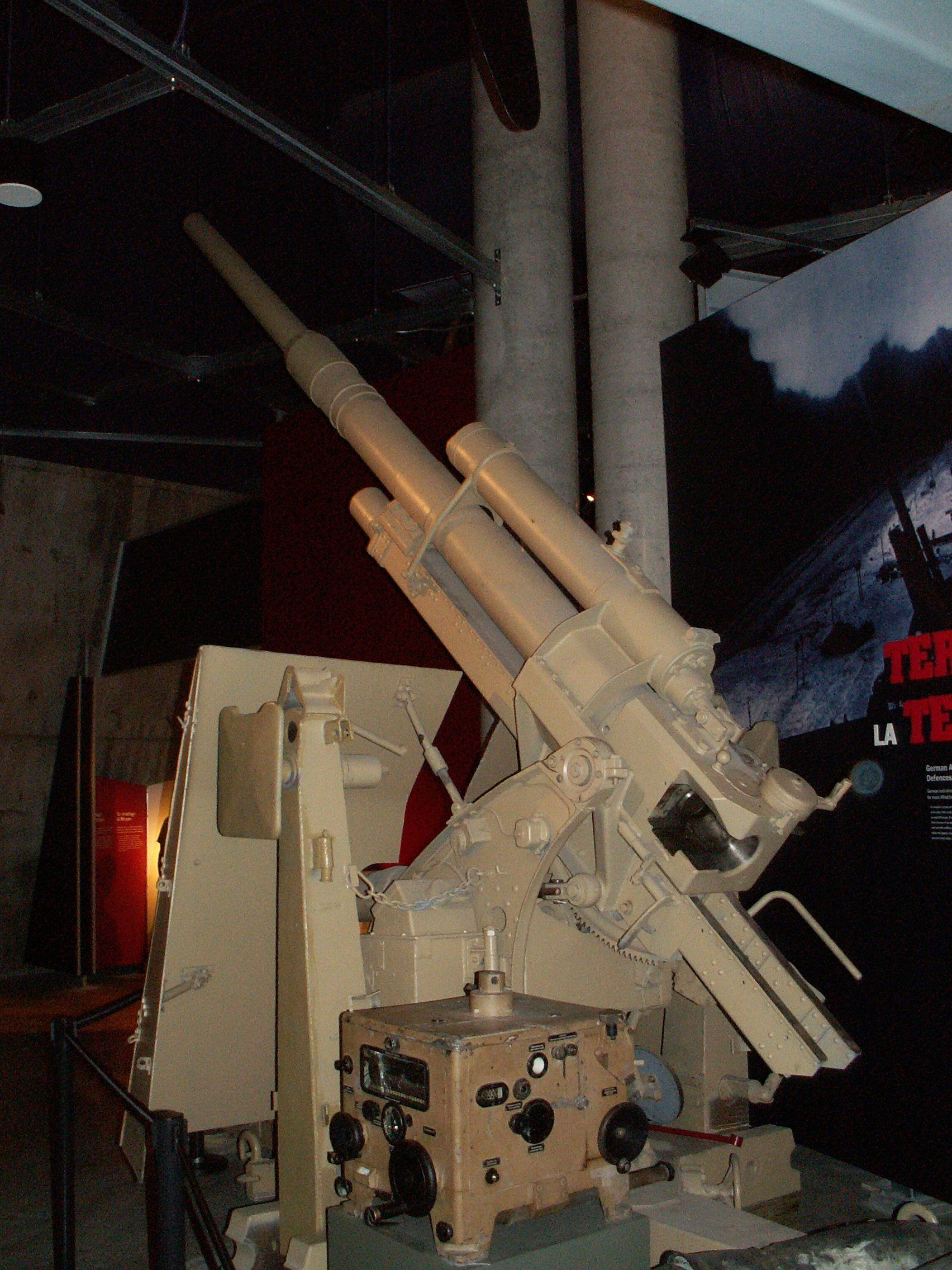
Un cañón antiaéreo alemán FlaK de 8,8 cm con su computadora de control de fuego de la Segunda Guerra Mundial. Exhibido en el Museo Canadiense de la Guerra.

Un sistema de control de disparo (FCS por sus siglas en idioma inglés) es una serie de componentes interconectados, sistemas de datos de armas, guía y radar diseñados para ayudar en el seguimiento, apuntamiento y ataque de armas de largo alcance. Los francotiradores con rifle hacen lo mismo, pero intentan hacerlo más rápido y con mayor precisión.

## Control de disparo con base naval

### Orígenes
Los primeros sistemas de control de incendios se diseñaron para barcos.
Históricamente, el control de fuego naval se ha centrado principalmente en objetivos dentro de estructuras (llamados fuegos indirectos). De hecho, la mayoría de los barcos antes de 1800 tenían entre 18 a 46 m de largo. Incluso durante la Guerra de Secesión, la batalla de Hampton Roads entre USS Monitor y CSS Virginia se realizaba a menudo a menos de 100 yardas (91,4 m).
Los rápidos avances tecnológicos de finales del siglo XIX aumentaron el alcance. Los cañones más grandes y más ligeros (en comparación con los cañones totalmente metálicos) aumentaron el número de cañones, por lo que el mayor problema era apuntar mientras el barco se movía a través de las olas. Este problema se resolvió con la introducción del giróscopo, que corrigió este movimiento y proporcionó precisiones inferiores. Las armas ahora podían aumentar de tamaño, superando rápidamente las 10 pulgadas (254 mm) en la década de 1890. Estos cañones tenían un largo alcance y el principal obstáculo era dar en el blanco ya que los barcos utilizaban baterías de larga duración.
Otro avance tecnológico fue la introducción de la máquina de vapor, que aumentó la eficiencia de los barcos. Los primeros barcos de vapor podían alcanzar velocidades de 16 nudos, pero los primeros grandes barcos podían alcanzar velocidades superiores a 20 nudos. Combinado con la longitud del arma, esto significa que entre el disparo y el aterrizaje, el barco objetivo puede viajar una distancia equivalente a la longitud de muchos barcos. No se puede observar el objetivo con la precisión deseada. Además, también es importante controlar el lanzamiento simultáneo de múltiples misiles en batallas navales.
La gestión de armas navales consta de tres partes principales. El gobierno local empezó por traer armas viejas controladas por los militares. Los controles del comandante enfocan todas las armas del barco al mismo nivel. Disparar a un solo objetivo desde un barco es el objetivo de un buque de guerra. Ajuste la velocidad del viento, las ruedas y la altura del carro de lanzamiento, la temperatura del cargador de pólvora, la carga del arma, el diámetro del arma y ajuste el lanzamiento y el color del lanzamiento, y viceversa. Ajustes adicionales para disparar. Responda basándose en los hallazgos de las oraciones anteriores.
Las direcciones resultantes, conocidas como solución de disparo, se enviarían luego a las torretas para su colocación. Si las balas fallaban, un observador podría calcular hasta qué punto fallaron y en qué dirección, y esta información podría devolverse a la computadora junto con cualquier cambio en el resto de la información e intentar otro disparo.
Al principio, los cañones se apuntaban mediante la técnica de localización de artillería. Implicaba disparar un arma al objetivo, observar el punto de impacto del proyectil (caída del disparo) y corregir la puntería en función del lugar donde se observaba que aterrizaba el proyectil, lo que se hacía cada vez más difícil a medida que aumentaba el alcance del arma.
Entre la Guerra de Secesión y 1905, se realizaron numerosas pequeñas mejoras en el control de incendios, como miras telescópicas y telémetros ópticos. También hubo mejoras de procedimiento, como el uso de tableros de trazado para predecir manualmente la posición de un barco durante un enfrentamiento.

### Primera Guerra Mundial
Luego se emplearon computadoras analógicas cada vez más sofisticadas para la colocación adecuada de armas, generalmente con varios observadores y medidas de distancia enviadas a una estación central de trazado en lo profundo del barco. Allí, los equipos de dirección de fuego informaron la ubicación, velocidad y dirección del barco y su objetivo, así como varios ajustes para el efecto Coriolis, efectos climáticos en el aire y otros ajustes. Alrededor de 1905, comenzaron a estar disponibles ayudas mecánicas para el control de incendios, como la Mesa Dreyer, Dumaresq (que también formaba parte de la Mesa Dreyer) y el Reloj Argo, pero estos dispositivos tardaron varios años en implementarse ampliamente. Estos dispositivos fueron las primeras formas de guardabosques.
Arthur Pollen y Frederic Charles Dreyer desarrollaron de forma independiente los primeros sistemas de este tipo. Pollen comenzó a trabajar en el problema después de notar la escasa precisión de la artillería naval en una práctica de tiro cerca de Malta en 1900. William Thomson, ampliamente considerado como el principal científico británico, propuso por primera vez utilizar un ordenador analógico para resolver las ecuaciones que surgen del movimiento relativo de los barcos que participan en la batalla y el retraso en el vuelo del proyectil para calcular la trayectoria requerida y, por tanto, la Dirección y elevación de los cañones.
Pollen tenía como objetivo producir una calculadora mecánica combinada y un trazado automático de rangos y velocidades para su uso en el control centralizado de incendios. Para obtener datos precisos de la posición y el movimiento relativo del objetivo, Pollen desarrolló una unidad de trazado (o trazador) para capturar estos datos. A esto añadió un giroscopio para permitir la orientación del barco que disparaba. Al igual que el trazador, el giroscopio primitivo de la época requirió un desarrollo sustancial para proporcionar una guía continua y confiable. Aunque los juicios de 1905 y 1906 no tuvieron éxito, resultaron prometedores. Pollen se vio alentado en sus esfuerzos por la figura en rápido ascenso del almirante John Arbuthnot Fisher, el almirante Arthur Knyvet Wilson y el director de Artillería Naval y Torpedos (DNO), John Jellicoe. Pollen continuó su trabajo, realizando pruebas ocasionales en buques de guerra de la Royal Navy.
Mientras tanto, un grupo liderado por Dreyer diseñó un sistema similar. Aunque ambos sistemas se encargaron para barcos nuevos y existentes de la Royal Navy, el sistema Dreyer finalmente encontró el mayor favor de la Armada en su forma definitiva Mark IV*. La incorporación del control de director facilitó un sistema de control de disparos completo y practicable para los barcos de la Primera Guerra Mundial, y la mayoría de los buques capitales de la RN estaban equipados con él a mediados de 1916. El director estaba en lo alto de la nave, donde los operadores tenían una visión superior sobre cualquier artillero en las torretas. También pudo coordinar el fuego de las torretas para que su fuego combinado funcionara en conjunto. Esta puntería mejorada y telémetros ópticos más grandes mejoraron la estimación de la posición del enemigo en el momento del disparo. El sistema finalmente fue reemplazado por la "Mesa Almirantazgo de control de tiro" mejorada para los barcos construidos después de 1927.

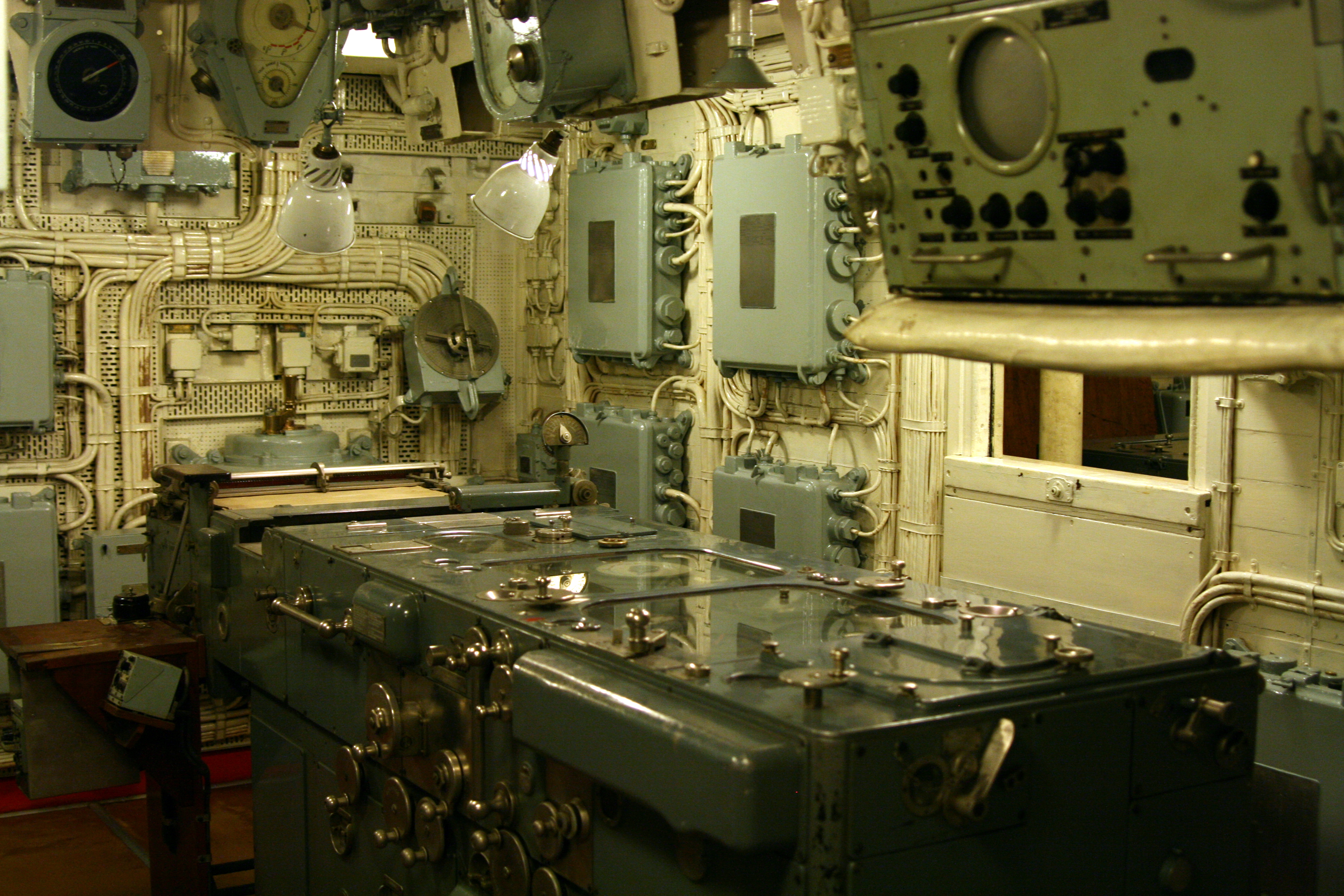
Mesa de control de incendios del Almirantazgo en la estación transmisora del HMS Belfast.

### Segunda Guerra Mundial
Durante su larga vida útil, los guardabosques se actualizaban con frecuencia a medida que avanzaba la tecnología y, en la Segunda Guerra Mundial, eran una parte fundamental de un sistema integrado de control de incendios. La incorporación del radar al sistema de control de incendios a principios de la Segunda Guerra Mundial proporcionó a los barcos la capacidad de realizar operaciones efectivas de disparos a larga distancia con mal tiempo y de noche. Para los sistemas de control de fuego de armas de la Marina de los EE. UU, consulte Sistema de control de fuego de cañones navales.
El uso del disparo controlado por el director, junto con la computadora de control de tiro, eliminó el control de la colocación del arma desde las torretas individuales a una posición central; aunque los soportes de armas individuales y las torretas de armas múltiples conservarían una opción de control local para su uso cuando el daño de batalla limitara la transferencia de información del director (estas serían versiones más simples llamadas "tablas de torretas" en la Royal Navy). Luego, las armas podrían dispararse en salvas planificadas, y cada arma daría una trayectoria ligeramente diferente. La dispersión del disparo causada por diferencias en los cañones individuales, los proyectiles individuales, las secuencias de ignición de la pólvora y la distorsión transitoria de la estructura del barco era indeseablemente grande en los rangos de enfrentamiento navales típicos. Los directores en lo alto de la superestructura tenían una mejor visión del enemigo que una mira montada en una torreta, y la tripulación que los operaba estaba alejada del sonido y el impacto de los cañones. Los directores de armas estaban en la parte superior y los extremos de sus telémetros ópticos sobresalían de sus costados, dándoles una apariencia distintiva.
Los factores balísticos no medidos e incontrolables, como la temperatura a gran altitud, la humedad, la presión barométrica, la dirección y velocidad del viento, requirieron un ajuste final mediante la observación de la caída del proyectil. La medición del alcance visual (tanto del objetivo como de las salpicaduras de proyectiles) era difícil antes de la disponibilidad del radar. Los británicos preferían los telémetros coincidentes, mientras que los alemanes preferían los de tipo estereoscópico. Los primeros eran menos capaces de alcanzar un objetivo confuso pero eran más fáciles para el operador durante un largo período de uso, los segundos eran lo contrario.

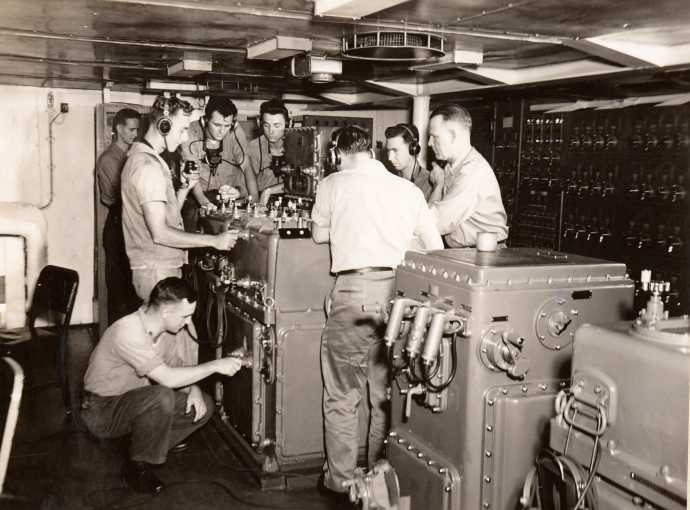
Computadora balística Ford Mk 1. El nombre guardabosques comenzó a resultar inadecuado para describir las funciones cada vez más complicadas del guardabosques. La computadora balística Mk 1 fue el primer guardabosques al que se hizo referencia como computadora. Observe las tres empuñaduras de pistola en primer plano. Estos dispararon los cañones del barco.

Los submarinos también estaban equipados con ordenadores de control de fuego por las mismas razones, pero el problema era aún más pronunciado; en un "disparo" típico, el torpedo tardaría entre uno y dos minutos en alcanzar su objetivo. Calcular el "avance" adecuado dado el movimiento relativo de los dos buques fue muy difícil, y se agregaron computadoras de datos de torpedos para mejorar dramáticamente la velocidad de estos cálculos.
En un barco británico típico de la Segunda Guerra Mundial, el sistema de control de disparo conectaba las torretas individuales con la torre directora (donde se encontraban los instrumentos de observación) y la computadora analógica en el corazón del barco. En la torre directora, los operadores apuntaban sus telescopios hacia el objetivo; un telescopio midió la elevación y el otro el rumbo. Los telescopios telémetros colocados en un soporte separado midieron la distancia al objetivo. Estas medidas fueron convertidas por la Mesa de Control de Fuego en los rumbos y elevaciones para que los cañones dispararan. En las torretas, los artilleros ajustaron la elevación de sus armas para que coincidiera con un indicador de elevación transmitido desde la tabla de Control de Fuego; una capa de torreta hizo lo mismo para el rumbo. Cuando las armas dieron en el blanco, se dispararon centralmente.
Incluso con tanta mecanización del proceso, todavía requería un gran elemento humano; la estación de transmisión (la sala que albergaba la mesa Dreyer) de los cañones principales del HMS Hood albergaba a 27 tripulantes.
Los directores estaban en gran medida desprotegidos del fuego enemigo. Era difícil poner tanto peso de armadura tan alto en la nave, e incluso si la armadura detuviera un disparo, el impacto por sí solo probablemente desalinearía los instrumentos. El límite era contar con un blindaje suficiente para protegerse de proyectiles más pequeños y fragmentos de impactos en otras partes del barco.

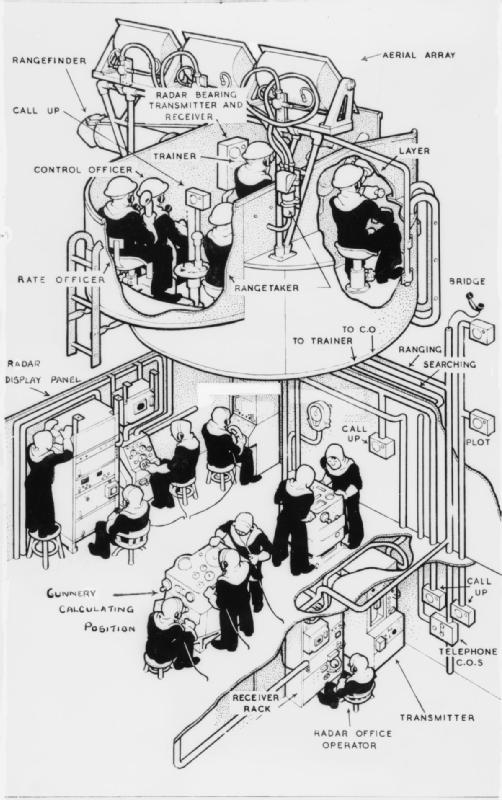
A principios del se introdujeron sistemas precisos de control de incendios. En la foto, una vista recortada de un destructor. La computadora analógica debajo de la cubierta se muestra en el centro del dibujo y está etiquetada como "Posición de cálculo de artillería".

El rendimiento de la computadora analógica fue impresionante. El acorazado USS North Carolina durante una prueba de 1945, pudo mantener una solución de disparo precisa sobre un objetivo durante una serie de giros a alta velocidad. Es una gran ventaja para un buque de guerra poder maniobrar mientras se enfrenta a un objetivo.
Los enfrentamientos navales nocturnos a larga distancia se volvieron factibles cuando se pudieron ingresar datos de radar al guardabosques. La eficacia de esta combinación quedó demostrada en noviembre de 1942 en la Batalla naval de Guadalcanal cuando el USS Washington se enfrentó al acorazado japonés Kirishima a una distancia de 8400 yardas (7,7 km) por la noche.Kirishima fue incendiado, sufrió varias explosiones y su tripulación lo hundió. Había sido alcanzada por al menos nueve 16 pulgadas (406,4 mm) de 75 disparos (tasa de acierto del 12%). Los restos del Kirishima fueron descubiertos en 1992 y mostraron que faltaba toda la sección de proa del barco. Los japoneses durante la Segunda Guerra Mundial no desarrollaron radares ni control de fuego automatizado al nivel de la Armada de los EE. UU. y estaban en una desventaja significativa.

### Después de 1945
En la década de 1950, las torretas de armas eran cada vez más no tripuladas, y la colocación de armas se controlaba de forma remota desde el centro de control del barco utilizando entradas del radar y otras fuentes.
La última acción de combate de los guardabosques analógicos, al menos para la Marina de los EE. UU., fue en la guerra del Golfo de 1991 cuando los acorazados de Iowa dirigieron sus últimos disparos en combate.

## Control de disparo basado en aviones

### Miradores de bombas de la Segunda Guerra Mundial
Uno de los primeros usos de los sistemas de control de fuego fue en bombarderos, con el uso de miras informáticas que aceptaban información de altitud y velocidad para predecir y mostrar el punto de impacto de una bomba lanzada en ese momento. El dispositivo estadounidense más conocido fue el visor Norden.

### Miras de artillería aérea de la Segunda Guerra Mundial
Los sistemas simples, conocidos como miras informáticas de plomo, también hicieron su aparición en el interior de los aviones a finales de la guerra como miras giroscópicas. Estos dispositivos usaban un giroscopio para medir la velocidad de giro y movían el punto de mira para tener esto en cuenta, con el punto de mira presentado a través de una mira reflectora. La única "entrada" manual a la mira era la distancia del objetivo, que normalmente se manejaba marcando el tamaño de la envergadura del ala del objetivo en algún rango conocido. En el período de posguerra se agregaron pequeñas unidades de radar para automatizar incluso esta entrada, pero pasó algún tiempo antes de que fueran lo suficientemente rápidos como para que los pilotos estuvieran completamente satisfechos con ellos. La primera implementación de un sistema centralizado de control de incendios en un avión de producción fue en el Boeing B-29 Superfortress.

### Sistemas posteriores a la Segunda Guerra Mundial
Al comienzo de la guerra de Vietnam, un nuevo predictor de bombardeo computarizado, llamado Sistema de Bombardeo a Baja Altitud (LABS), comenzó a integrarse en los sistemas de los aviones equipados para transportar armamento nuclear. Esta nueva computadora de bomba fue revolucionaria porque la orden de lanzamiento de la bomba la daba la computadora, no el piloto; el piloto designó el objetivo utilizando el radar u otro sistema de orientación, luego "consintió" en soltar el arma, y la computadora lo hizo en un "punto de liberación" calculado unos segundos después. Esto es muy diferente de los sistemas anteriores que, aunque también se habían informatizado, todavía calculaban un "punto de impacto" que mostraba dónde caería la bomba si se lanzara en ese momento. La principal ventaja es que el arma se puede disparar con precisión incluso cuando el avión está maniobrando. La mayoría de las miras de bombardeo hasta ese momento requerían que el avión mantuviera una actitud constante (generalmente nivelada), aunque las miras de bombardeo en picado también eran comunes.
El sistema LABS fue diseñado originalmente para facilitar una táctica llamada toss bombing, para permitir que la aeronave permanezca fuera del alcance del radio de explosión de un arma. Sin embargo, el principio de calcular el punto de lanzamiento finalmente se integró en las computadoras de control de fuego de bombarderos y aviones de ataque posteriores, lo que permitió realizar bombardeos nivelados, en picado y lanzados. Además, a medida que la computadora de control de tiro se integró con los sistemas de artillería, la computadora puede tener en cuenta las características de vuelo del arma que se va a lanzar.

## Control de disparo terrestre

### Control de disparo basado en antiaéreos
Al comienzo de la Segunda Guerra Mundial, el rendimiento de la altitud de los aviones había aumentado tanto que los cañones antiaéreos tenían problemas de predicción similares y estaban cada vez más equipados con computadoras de control de fuego. La principal diferencia entre estos sistemas y los de los barcos era el tamaño y la velocidad. Las primeras versiones del Sistema de Control de Ángulo Alto, o HACS, de la Marina Real británica eran ejemplos de un sistema que predecía basándose en el supuesto de que la velocidad, dirección y altitud del objetivo permanecerían constantes durante el ciclo de predicción, que consistía en la tiempo para disparar el proyectil y el tiempo de vuelo del proyectil hacia el objetivo. El sistema USN Mk 37 hizo suposiciones similares excepto que podía predecir suponiendo una tasa constante de cambio de altitud. El Kerrison Predictor es un ejemplo de un sistema que fue construido para resolver la colocación en "tiempo real", simplemente apuntando el director al objetivo y luego apuntando el arma al puntero que dirigió. También fue diseñado deliberadamente para ser pequeño y liviano, a fin de permitir su fácil traslado junto con las armas para las que servía.
El sistema antiaéreo M-9/SCR-584 basado en radar se utilizó para dirigir la artillería de defensa aérea desde 1943. El SCR-584 del MIT Radiation Lab fue el primer sistema de radar con seguimiento automático, el M-9 del Bell Labs fue una computadora electrónica analógica de control de fuego que reemplazó a las computadoras mecánicas complicadas y difíciles de fabricar (como el Sperry M-7 o el predictor británico Kerrison). En combinación con la espoleta de proximidad VT, este sistema logró la asombrosa hazaña de derribar misiles de crucero Fieseler Fi 103 con menos de 100 proyectiles por avión (miles eran típicos en los sistemas AA anteriores). Este sistema fue decisivo en la defensa de Londres y Amberes contra la V-1.
Aunque figuran en la sección de control de incendios terrestres, los sistemas de control de disparo antiaéreos también se pueden encontrar en sistemas navales y aeronáuticos.

### Control de disparo de artillería costera

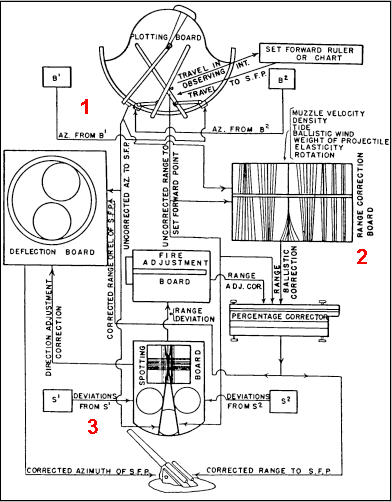
Figura 2. Un diagrama conceptual del flujo de datos de control de fuego en la Artillería Costera (en 1940). El punto de avance establecido del objetivo se generó utilizando el tablero de trazado (1). Luego, esta posición se corrigió teniendo en cuenta los factores que afectaban el alcance y el acimut (2). Finalmente, se ajustó el fuego para observar la caída real de los proyectiles (3) y se enviaron nuevos datos de disparo a los cañones.

En el Cuerpo de Artillería Costera del Ejército de los Estados Unidos, los sistemas de control de fuego de Artillería Costera comenzaron a desarrollarse a finales del siglo XIX y avanzaron durante la Segunda Guerra Mundial.
Los primeros sistemas utilizaban múltiples estaciones finales base o de observación (ver Figura 1) para encontrar y rastrear objetivos que atacaban puertos estadounidenses. Los datos de estas estaciones luego se pasaban a las salas de trazado, donde se utilizaban dispositivos mecánicos analógicos, como el tablero de trazado, para estimar las posiciones de los objetivos y derivar datos de disparo para las baterías de cañones costeros asignados para interceptarlos.
Los fuertes de artillería costera de EE. UU. estaban repletos de una variedad de armamento, que iba desde morteros de defensa costera de 12 pulgadas, pasando por artillería de alcance medio de 3 y 6 pulgadas, hasta cañones más grandes, que incluían armas de 10 y 12 pulgadas, barbetas y cañones de carro que desaparecen, artillería de ferrocarril de 14 pulgadas y cañones de 16 pulgadas instalados justo antes y durante la Segunda Guerra Mundial.
El control de disparo en la Artillería Costera se volvió cada vez más sofisticado en términos de corregir los datos de disparo en función de factores como las condiciones climáticas, el estado de la pólvora utilizada o la rotación de la Tierra. También se tomaron disposiciones para ajustar los datos de disparo en función de la caída de proyectiles observada. Como se muestra en la Figura 2, todos estos datos se enviaron a las salas de trazado en un cronograma cuidadosamente ajustado controlado por un sistema de campanas de intervalo de tiempo que sonaron en todo el sistema de defensa del puerto.
Sólo más tarde, en la Segunda Guerra Mundial, las computadoras de datos de armas electromecánicas, conectadas a radares de defensa costera, comenzaron a reemplazar la observación óptica y los métodos de trazado manual en el control de la artillería costera. Incluso entonces, los métodos manuales se mantuvieron como respaldo hasta el final de la guerra.

### Sistemas de control de disparo directos e indirectos
Los sistemas de control de disparo terrestres se pueden utilizar para ayudar tanto en el combate con armas de fuego directo como en el de fuego indirecto. Estos sistemas se pueden encontrar en armas que van desde pequeñas pistolas hasta grandes armas de artillería.

## Sistemas modernos de control de disparo
Las computadoras de control de disparo modernas, como todas las computadoras de alto rendimiento, son digitales. El rendimiento adicional permite básicamente agregar cualquier entrada, desde la densidad del aire y el viento, hasta el desgaste de los cañones y la distorsión debido al calentamiento. Este tipo de efectos son perceptibles para cualquier tipo de arma, y las computadoras de control de fuego han comenzado a aparecer en plataformas cada vez más pequeñas. Los tanques fueron uno de los primeros usos que tuvo la colocación automática de armas, utilizando un telémetro láser y un medidor de distorsión del cañón. Las computadoras de control de fuego son útiles no sólo para apuntar cañones grandes, sino también para apuntar ametralladoras, cañones pequeños, misiles guiados, rifles, granadas y cohetes (cualquier tipo de arma cuyos parámetros de lanzamiento o disparo puedan variar). Por lo general, se instalan en barcos, submarinos, aviones, tanques e incluso en algunas armas pequeñas (por ejemplo, el lanzagranadas desarrollado para su uso en el rifle de asalto bullpup Fabrique Nationale F2000). Las computadoras de control de incendios han pasado por todas las etapas de tecnología que tienen las computadoras, con algunos diseños basados en tecnología analógica y posteriormente en válvulas termoiónicas que luego fueron reemplazados por transistores.
Los sistemas de control de disparo suelen estar interconectados con sensores (como sonar, radar, búsqueda y seguimiento por infrarrojos, telémetros láser, anemómetros, veletas, termómetros, barómetros, etc.) para reducir o eliminar la cantidad de información que debe ingresarse manualmente para calcular una solución efectiva. El sonar, el radar, el IRST y los telémetros pueden proporcionar al sistema la dirección y/o la distancia del objetivo. Alternativamente, se puede proporcionar una mira óptica que un operador puede simplemente apuntar al objetivo, lo cual es más fácil que hacer que alguien ingrese el alcance usando otros métodos y le da al objetivo menos advertencia de que está siendo rastreado. Normalmente, las armas disparadas a largas distancias necesitan información ambiental: cuanto más lejos viaja una munición, más afectarán su trayectoria el viento, la temperatura, la densidad del aire, etc., por lo que tener información precisa es esencial para una buena solución. A veces, para cohetes de muy largo alcance, los datos ambientales deben obtenerse a gran altura o entre el punto de lanzamiento y el objetivo. A menudo se utilizan satélites o globos para recopilar esta información.
Una vez calculada la solución de disparo, muchos sistemas modernos de control de disparo también pueden apuntar y disparar el arma. Una vez más, esto es en aras de la velocidad y la precisión, y en el caso de un vehículo como un avión o un tanque, para permitir que el piloto/artillero/etc. para realizar otras acciones simultáneamente, como rastrear el objetivo o volar la aeronave. Incluso si el sistema no puede apuntar el arma en sí, por ejemplo el cañón fijo de un avión, puede dar al operador indicaciones sobre cómo apuntar. Normalmente, el cañón apunta hacia adelante y el piloto debe maniobrar el avión para orientarlo correctamente antes de disparar. En la mayoría de los aviones, la señal de apuntar toma la forma de una "píper" que se proyecta en la visualización head-up (HUD). La mira muestra al piloto dónde debe estar el objetivo en relación con el avión para poder alcanzarlo. Una vez que el piloto maniobra el avión de modo que el objetivo y la mira se superpongan, dispara el arma, o en algunos aviones el arma disparará automáticamente en este punto, para superar el retraso del piloto. En el caso de un lanzamiento de misil, la computadora de control de fuego puede brindarle al piloto información sobre si el objetivo está dentro del alcance del misil y la probabilidad de que impacte si se lanza en un momento determinado. Luego, el piloto esperará hasta que la lectura de probabilidad sea satisfactoriamente alta antes de lanzar el arma.